# Crepe (EP)
Crepe è il secondo EP del cantautore italiano Irama, pubblicato il 28 agosto 2020 dalla Warner Music Italy.

## Descrizione
In occasione dell'annuncio della pubblicazione dell'EP, costituito da sette tracce, Irama ha dichiarato:

## Tracce
1. Crepe – 2:47 (testo: Giuseppe Colonnelli, Filippo Maria Fanti, Naicok Nay Fuentes Perez – musica: Andrea Debernardi, Filippo Maria Fanti, Giulio Nenna)
2. Bazooka – 2:18 (testo: Giuseppe Colonnelli, Filippo Maria Fanti, Francesco Monti – musica: Simone Benussi, Andrea Debernardi, Filippo Maria Fanti, Giulio Nenna)
3. Mediterranea – 2:57 (testo: Federica Abbate, Giuseppe Colonnelli, Filippo Maria Fanti – musica: Andrea Debernardi, Filippo Maria Fanti, Giulio Nenna)
4. Flow – 3:09 (testo: Giuseppe Colonnelli, Filippo Maria Fanti, Naicok Nay Fuentes Perez – musica: Simone Benussi, Filippo Maria Fanti)
5. Arrogante – 3:16 (testo: Giuseppe Colonnelli, Filippo Maria Fanti, Giulio Nenna – musica: Federica Abbate, Andrea Debernardi, Filippo Maria Fanti, Giulio Nenna)
6. Eh mama eh – 2:41 (testo: Giuseppe Colonnelli, Filippo Maria Fanti – musica: Simone Benussi, Encore, Filippo Maria Fanti)
7. Dedicato a te – 3:28 (testo: Filippo Maria Fanti, Giulio Nenna – musica: Filippo Maria Fanti, Giulio Nenna)
8. Mediterranea (feat. De La Ghetto) – 2:57 (testo: Andrea Debernardi, Federica Abbate, Filippo Maria Fanti, Giulio Nenna, Giuseppe Colonnelli, Rafael Castillo Torres – musica: Andrea DB Debernardi, Giulio Nenna)

## Formazione
Musicisti
- Irama – voce
- Giulio Nenna – tastiere (traccia 1), sintetizzatore (tracce 1-3, 5 e 8), organo Hammond (traccia 2), pianoforte (tracce 3, 5 e 8), chitarra elettrica (traccia 5), chitarra (traccia 7)
- Alex Gariazzo – chitarra (traccia 2)
- Francesco Monti – chitarra (traccia 2)
- Andrea DB Debernardi – basso (tracce 3 e 8)
- Martino Pini – chitarra (tracce 3, 5 e 8)
- Riccardo Ruggeri – cori (tracce 3 e 8)
- Silvia Colomberotto – cori (tracce 3 e 8)
- Valerio Tufo – sintetizzatore aggiuntivo (traccia 5)
- De La Ghetto – voce aggiuntiva (traccia 8)

Produzione
- Andrea DB Debernardi – produzione (tracce 1-3, 5, 7 e 8), editing (tracce 1-4, 6-8), programmazione (tracce 1-3 e 5), produzione vocale (tracce 1-4, 6 e 8), mastering (tracce 1-6 e 8), missaggio (tracce 1-6 e 8), ingegneria del suono (traccia 5), registrazione (traccia 5)
- Giulio Nenna – produzione (tracce 1-3, 5, 7 e 8), programmazione (traccia 5), mastering (traccia 7), missaggio (traccia 7), registrazione (traccia 7)
- Marco Peraldo – Editing (tracce 1-6 e 8), produzione vocale (tracce 1-6 e 8), ingegneria del suono (traccia 5)
- Michael Gario – Editing (tracce 1-6 e 8), produzione vocale (tracce 1-6 e 8), ingegneria del suono (traccia 5)
- Mace – produzione (tracce 2, 4 e 6)
- Francesco Gottardo – Assistente (traccia 5)
- Encore – produzione (traccia 6)

## Classifiche

### Classifiche settimanali
| Classifica (2020) | Posizione massima |
| ----------------- | ----------------- |
| Italia            | 1                 |

### Classifiche di fine anno
| Classifica (2020) | Posizione |
| ----------------- | --------- |
| Italia            | 44        |
| Classifica (2021) | Posizione |
| Italia            | 49        |